# 非ユークリッド幾何学

非ユークリッド幾何学及びユークリッド幾何学における平行線公準。一番左が双曲幾何学、中央がユークリッド幾何学、一番右が楕円幾何学を表す。

非ユークリッド幾何学（ひユークリッドきかがく、英語: non-Euclidean geometry）は、ユークリッド幾何学の平行線公準が成り立たないとして成立する幾何学の総称。非ユークリッドな幾何学の公理系を満たすモデルは様々に構成されるが、計量をもつ幾何学モデルの曲率を一つの目安としたときの両極端の場合として、至る所で負の曲率をもつ双曲幾何学と至る所で正の曲率を持つ楕円幾何学（特に球面幾何学は楕円幾何学の代表的なモデルである）が知られている。
ユークリッドの幾何学は、至る所曲率0の世界の幾何であることから、双曲・楕円に対して放物幾何学と呼ぶことがある。平易な言葉で表現するならば、「平面上の幾何学」であるユークリッド幾何学に対して、「曲面上の幾何学」が非ユークリッド幾何学である。

## 歴史

### 平行線公準
ユークリッドの著した『原論』(Elements) の1～4巻に於いては、今日で言うところのユークリッド幾何学に関して、古代ギリシア数学の成果がまとめられている。
「原論」では最初にいくつかの公理・公準を述べているが、その中の第5公準が次の、「平行線公準」と呼ばれるものである。
2直線に他の1直線が交わってできる同じ側の内角の和が2直角より小さいなら、この2直線を延長すると、2直角より小さい側で交わる。
これは他の公理に比べて自明性は低く、また明らかに冗長であったので、いくつかの疑念を生ずることとなった。
- 公理・公準として扱うことは正しいのだろうか？　定理なのでは無いだろうか。
- あるいは、もっと自明で簡潔な、同値な命題が存在するのではないだろうか。

ここから、平行線公準の証明の試み、あるいは平行線公準の言い換えの試みが始まった。

#### 古代ギリシア
- プロクロスは、「原論」の注釈書に於いて平行線公準が定理なのではないかと述べている。
- プトレマイオスは「平行線公準を証明した」と主張したが、その証明は巡り巡って「原論」第1 巻命題 29 に依っており、命題 29 は平行線公準により証明されているので主張は正しくなかった。

#### アラビア
ユークリッドの『幾何学原論』はアラビア語に翻訳されて保持された。
11世紀ペルシャのウマル・ハイヤームは『ユークリッドの難点に関する議論』 (Risâla fî sharh mâ ashkala min musâdarât Kitâb 'Uglîdis) を著している。この著作はジョヴァンニ・ジローラモ・サッケーリに多くの影響を与えている。13世紀のイスラム世界を代表する学者であるナスィールッディーン・アル・ディーン・アル・トゥースィーの遺稿をまとめた『ユークリッド原論編述』は1294年に発表された。このなかで彼は、第５公準を「すべての三角形の内角の和は2直角に等しい」と読み替えているが、これもまたサッケリーニに影響を与え、サッケリーニは「直角仮定」と呼んだ。
『ユークリッド原論編述』は、バースのアデラードによってラテン語に翻訳され、さらにノヴァラのカンパナスが注を施した版に基づいてエアハルト・ラトドルトによって1482年にヴェネツィアにおいて始めて出版された。

#### 近代ヨーロッパ
古代ギリシャ以降も、無数の「平行線公準の証明」が生まれたが、多くはプトレマイオスと同じ過ちを犯していた。しかし、その結果として無数の「平行線公準と同値な命題」が作られた。
ジョバンニ・ジローラモ・サッケーリは、1733年、論文「あらゆる汚点から清められたユークリッド」 (Euclides ab Omni Naevo Vindicatus) において、鋭角仮定・直角仮定・鈍角仮定という互いに背反かついずれかは成立するような仮定を設定し、直角仮定から平行線公準を導けることを示した。
同論文の定理9および定理15により、各仮定をより分かりやすく言い換えるなら次の通りである。
鋭角仮定三角形の内角の和は2直角よりも小さい
直角仮定三角形の内角の和は2直角に等しい
鈍角仮定三角形の内角の和は2直角よりも大きい
サッケーリは、鈍角仮定および鋭角仮定は矛盾を生じると主張したが、その証明に於いてはやはり平行線公準に依存する命題を使ってしまっており、証明としては正しくなかった。しかしながら、上の3つの分類はその後の非ユークリッド幾何学の構築に大きな役割を果たした。
またヨハン・ハインリッヒ・ランベルトも1766年執筆の論文「平行線の理論」に於いて同様の主張をしている。この論文は1786年に発見された。
カール・フリードリヒ・ガウスは、1824年11月8日の手紙に於いて、鋭角仮定のもとで整合的な幾何学が成立する可能性を示唆し、そこにはある定数があってこれが大きいほど通常の幾何学に近づくと述べた。
ガウスの言うある定数とは、現代の言葉で言えば空間の曲率 k に対し、 -(1/k) のことである。ガウス個人は非ユークリッド幾何の存在を確信していたと見られるが公表はしていない。

### 非ユークリッド幾何学の成立
ニコライ・イワノビッチ・ロバチェフスキーは「幾何学の新原理並びに平行線の完全な理論」(1829年)において、「虚幾何学」と名付けられた双曲幾何学のモデルを構成して見せた。これは、鋭角仮定を含む幾何学であった。
ボーヤイ・ヤーノシュは父・ボーヤイ・ファルカシュの研究を引き継いで、1832年、「空間論」を出版した。「空間論」では、平行線公準を仮定した幾何学 (Σ) 、および平行線公準の否定を仮定した幾何学 (S) を論じた。更に、1835年「ユークリッド第 11 公準を証明または反駁することの不可能性の証明」において、Σ と S のどちらが現実に成立するかは、如何なる論理的推論によっても決定されないと証明した。
ベルンハルト・リーマンはリーマン球面と呼ばれる楕円幾何学のモデルを構成した。
あわせて4人が3通りの方法を発見した。その結果をまとめると以下のようになる。
なお、ここでは曲がった面上や空間内の「直線」は二点間の最短距離を実現する曲線（つまり測地線）を指すのであって、まっすぐな線のことではない。さらに、平行線は絶対に交わらない二本の直線であって、同角度に伸びている線を意味しない。
| 結論           | 楕円幾何学   | ユークリッド幾何学（放物幾何学） | 双曲幾何学 |
| -------------- | ------------ | -------------------------------- | ---------- |
| 平行線の数     | 0本          | 1本                              | 2本以上    |
| 代表的なモデル | リーマン球面 | ユークリッド平面                 | 擬球面     |

## 幾何学の相補性
楕円・放物・双曲の各幾何学は、互いに他を否定する存在ではなく、いわば並行に存在しうる幾何学であることを注意しておきたい。各幾何は、それぞれ他の幾何の中に（少なくとも局所的には）モデルを持ち、したがって互いに他の体系の正当性を保証することになるからである。
特に楕円・放物・双曲の各幾何学はユークリッド幾何学の上にモデルが作られる。よって理論Tに対してTが無矛盾であることとTのモデルが存在することは同値というよく知られた事実により、「ユークリッド幾何学が無矛盾な体系であれば他の幾何学も無矛盾」ということがわかる。
ここで、ユークリッド幾何学の無矛盾性は実数体の理論の無矛盾性に帰着されることを注意しておく。